# Trichopelma eucubanum
Trichopelma eucubanum is een spinnensoort uit de familie vogelspinnen (Theraphosidae). De soort komt voor in Cuba.
De wetenschappelijke naam van de soort werd in 1930 als Stothis maculata gepubliceerd door Pelegrin Franganillo-Balboa. Toen de soort naar het geslacht Trichopelma werd verplaatst, was die naam in conflict met Trichopelma maculatum (Banks, 1906). In 2012 publiceerden Özdikmen & Demir daarop het nomen novum Trichopelma eucubanum voor deze soort.